# Antoni Daniel
Antoni Daniel SJ (ur. 27 maja 1601 w Dieppe, zm. 4 lipca 1648 w Teanaostaye) – święty Kościoła Katolickiego, męczennik, francuski jezuita, misjonarz w Kanadzie.

## Życiorys
Studiował prawo, a po wstąpieniu do nowicjatu zakonu jezuitów (1 października 1621 roku) teologię w Clermont. Otrzymał święcenia kapłańskie, a następnie uczył w Rouen, a w 1632 roku wyjechał na misje do Quebecu. 24 czerwca 1633 został przydzielony do misji prowadzonej przez Jana de Brébeuf. Po zakończeniu nauki języka w 1634 roku udał się do Wendake. Pracował w Teanaostaye i Cahiaguie wśród Indian ze szczepu Huronów. Zginął z rąk Irokezów nie chcąc opuścić misji w czasie wojny plemiennej.
Jest patronem parafii Thetford Mines.
Beatyfikowany w 1922 roku, kanonizowany w 1930 roku przez papieża Piusa XI w grupie Męczenników kanadyjskich.

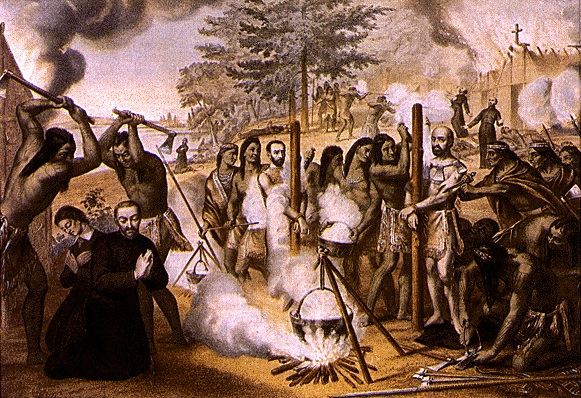
Męczennicy kanadyjscy

## Źródła internetowe
- Biography at the Dictionary of Canadian Biography Online. [dostęp 2008-10-27]. (ang.).
- Fabio Arduino: Sant' Antonio Daniel. [dostęp 2008-10-27]. (wł.).